# ابجیت
ابجیت (به لاتین: Abjit) در جمهوری آذربایجان است که در شهرستان بالاکن واقع شده‌است.